# Slovenská filharmonie
Slovenská filharmonie (slovensky Slovenská filharmónia) je první a hlavní slovenský symfonický orchestr. Jejím zakladatelem byl Laco Novomeský, v té době pověřenec pro školství, vědu a umění.

## Historie
Založena byla v roce 1949, od 50. let 20. století sídlí v bratislavské Redutě (budova z roku 1773).
Kromě sezónních koncertů hrává pravidelně na hudebních festivalech v celé Evropě a za dobu své existence navštívila země jako Kypr, Turecko, Japonsko a Spojené státy americké. Jejím současným šéfdirigentem je od roku 2020 petrohradský rodák Daniel Raiskin.

## Seznam dirigentů
- Václav Talich (1949–1952)
- Ľudovít Rajter (1949–1952)
- Tibor Frešo (1952–1953)
- Ľudovít Rajter (1953–1961)
- Ladislav Slovák (1961–1981)
- Libor Pešek (1981–1982)
- Vladimir Verbickij (1982–1984)
- Bystrík Režucha (1984–1989)
- Aldo Ceccato (1990–1991)
- Ondrej Lenárd (1991–2001)
- Jiří Bělohlávek (2003–2004)
- Vladimír Válek (2004–2007)
- Peter Feranec (2007–2009)
- Emmanuel Villaume (2009–2016)
- James Judd (2017–2020)
- Daniel Raiskin (od 2020)